# 麦飯石

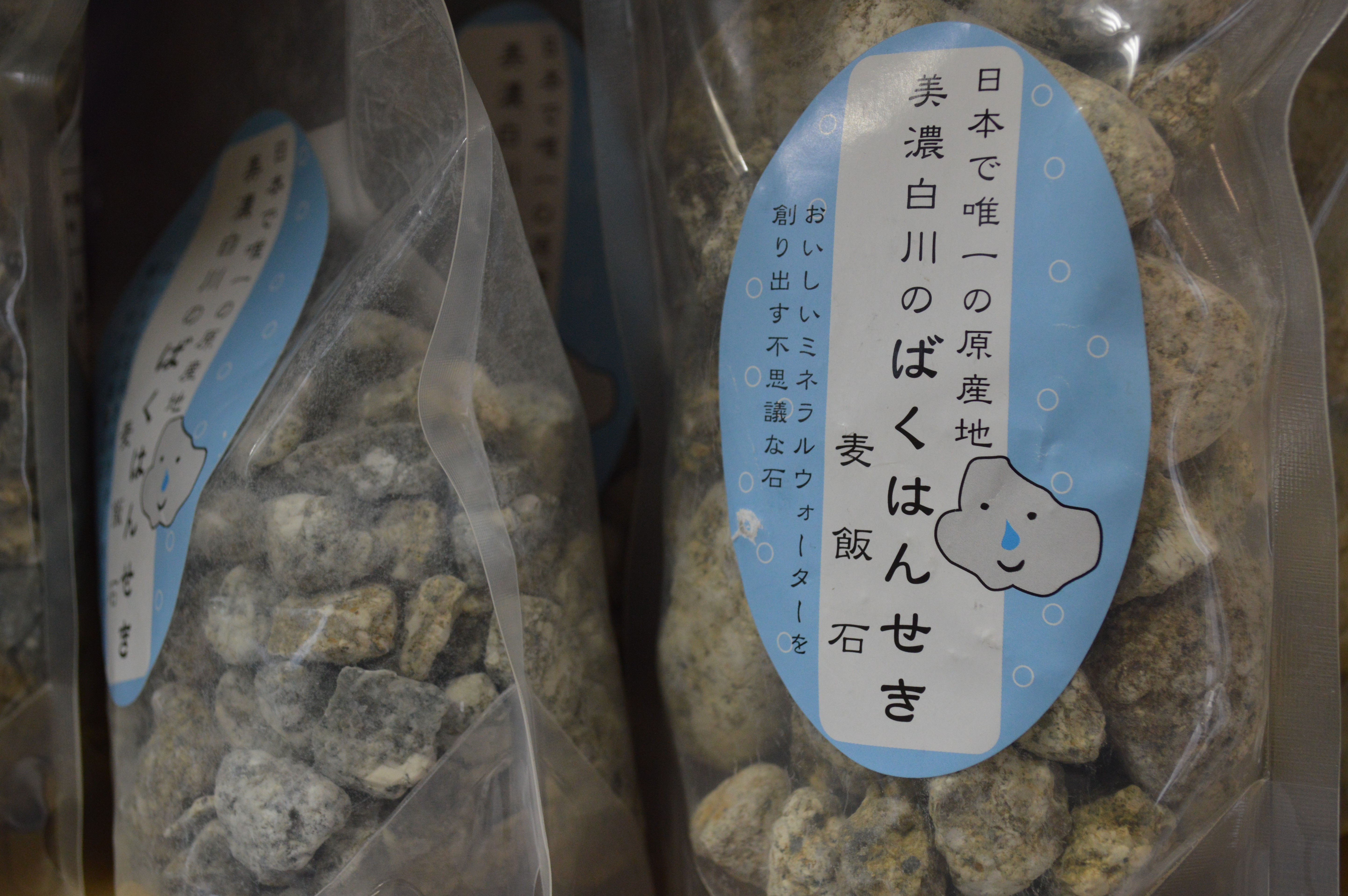
市販される麦飯石

麦飯石（ばくはんせき）とは、石英斑岩の一種である。暗黒色の石基の中に白い石英の斑晶が浮かぶ姿が麦飯に見えることから名付けられた。古くから皮膚病を治す漢方薬として用いられてきたが、戦後、国内でも産出され、健康器具や健康グッズの材料として利用されるようになり、マルチ商法にも利用された。
『本草綱目』金石之四（李時珍　漢方薬書、明代、1590年）によると「大略狀如握聚一團麥飯 有粒點如豆如米 其色黃白」と記されており、麦飯をあつめたようで豆粒或いは米粒大の粒状結晶があり、色は黄白色となる。現在では石英斑岩あるいは花崗斑岩の1種で、熱水作用、風化作用などを受け、多孔質で吸着作用があり、ミネラル溶出量の多い、淡黄色のものを言う。その使用には天然岩石であり産出地域により組成が異なるため、重金属分析による安全性の確認や滅菌処理が必要とされている。

## 用途
多孔質を利用して、粒状のもの（食品添加物）は濾過材としてミネラルウォーターの製造機器・装置に使用される。また、多量のミネラルを溶出するため、浴用としての利用が盛んに行われ、粒状のものは浴槽やタンクに入れ使用されている。その他に、農業分野では水質改善・土壌改良、観賞魚分野では水質改善を目的として使用される。

## 効果
鑑賞魚用に「水がきれいになる」「臭いがなくなる」といった効果を謳う商品があるが、無限に吸着するわけではなく、細孔が詰まるまでの間しか効果が持続しない。これは炭やゼオライトなどの全ての吸着剤に共通である。濾材として利用した場合は、その多孔質から生物濾過効果が期待できるが、他の濾材に比較し特に優れているという研究結果は無い。

## 成分
麦飯石の化学分析値（重量%）X線回折法によるとのことだが、条件が記載されていないため定量性は担保されない。あくまでも参考値である。
- 無水ケイ酸(SiO2)71.23
- アルミナ(Al2O3)14.21
- 酸化第二鉄（Fe2O3 含むFeO）3.23
- マグネシア(MgO)3.22
- 石灰(CaO)3.18
- 酸化ナトリウム(Na2O)1.88
- 酸化カリウム(K2O)1.82
- 酸化チタン(TiO2)0.36
- 無水リン酸(P2O5)0.22
- 酸化マンガン(MnO)0.02
- 化合水などの他の成分 0.63